# Chenoa (Illinois)
Chenoa es una ciudad ubicada en el condado de McLean en el estado estadounidense de Illinois. En el Censo de 2010 tenía una población de 1785 habitantes y una densidad poblacional de 278,91 personas por km².

## Geografía
Chenoa se encuentra ubicada en las coordenadas 40°44′15″N 88°43′41″O / 40.73750, -88.72806. Según la Oficina del Censo de los Estados Unidos, Chenoa tiene una superficie total de 6.4 km², de la cual 6.28 km² corresponden a tierra firme y (1.82%) 0.12 km² es agua.

## Demografía
Según el censo de 2010, había 1785 personas residiendo en Chenoa. La densidad de población era de 278,91 hab./km². De los 1785 habitantes, Chenoa estaba compuesto por el 96.13% blancos, el 0.45% eran afroamericanos, el 0.06% eran amerindios, el 0.78% eran asiáticos, el 0% eran isleños del Pacífico, el 0.95% eran de otras razas y el 1.62% pertenecían a dos o más razas. Del total de la población el 4.09% eran hispanos o latinos de cualquier raza.